# Персианцев, Игорь Георгиевич
Игорь Георгиевич Персианцев (16 февраля 1937, Москва — 23 декабря 2015, там же) — советский фигурист, чемпион СССР 1955 года в одиночном катании. Мастер спорта СССР (1954). Выступал за спортивное общество «Динамо» (Москва). Впоследствии — физик, доктор физико-математических наук, профессор.

## Биография
Начал заниматься фигурным катанием на коньках в 1949 году (ДЮСШ «Сокольники»). Вместе с Валентином Захаровым и Львом Михайловым стал первым фигуристом СССР, принявшим участие в чемпионатах Европы (1956 год) и мира (1958 год) в одиночном катании.
В 1962 году окончил МГУ имени Ломоносова. Доктор физико-математических наук, профессор Научно-исследовательского института ядерной физики имени Д. В. Скобельцына.
Лауреат Государственной премии в области лазерной техники и физики газовых лазеров (1978 год).

## Результаты
| Соревнования/Сезоны | 1954 | 1955 | 1956 | 1957 | 1958 | 1959 | 1960 |
| ------------------- | ---- | ---- | ---- | ---- | ---- | ---- | ---- |
| Чемпионаты мира     |      |      |      |      | 21   |      |      |
| Чемпионаты Европы   |      |      | 12   | 13   | 16   | 14   |      |
| Чемпионаты СССР     | 2    | 1    | 3    | 3    | 2    | 2    | 3    |